# Гаврилин, Константин Васильевич
Константин Васильевич Гаврилин (14 августа 1929, Красноярск — 5 января 1995, там же) — известный советский геолог-угольщик, кандидат геолого-минералогических наук (1974), заслуженный геолог РСФСР (1978).

## Биография
В 1953 году окончил Томский политехнический институт, участвовал в геологической разведке Усинского, Воркутского, Сейбинского, Воргашорского месторождений в Печорском угольном бассейне.
С 1962 года работал в Красноярском геологическом управлении (сейчас — ОАО «Красноярскгеология»), занимаясь методикой геологической разведки и изучением углей Канско-Ачинского угольного бассейна, выполнил подсчёт запасов бурых углей этого крупнейшего в мире бассейна.

## Научные труды
- Канско-Ачинский угольный бассейн. — М.: Недра, 1996 г. — 272 с. (соавтор — А. Ю. Озерский)
- Канско-Ачинский угольный бассейн // Угольная база России. Том III / Угольные бассейны и месторождения Восточной Сибири (Красноярский край, Канско-Ачинский бассейн; Республика Хакасия, Минусинский бассейн; Республика Тыва, Улугхемский бассейн и др. месторождения; Иркутская область, Иркутский бассейн и угольные месторождения Предбайкалья). — М.: ООО «Геоинформцентр», 2002. — С. 32 — 173. (соавторы — В. С. Быкадоров, А. Ю. Озерский)
- Геолого-промышленный атлас Канско-Ачинского угольного бассейна / Ред. В. С. Быкадоров, К. В. Гаврилин, А. Ю. Озерский и др. — Красноярск, Изд-во «Универс», 2001.